# 古列斯迪恩·舒坦德夏定亞
古列斯迪恩·卡爾·舒坦德夏定亞（德語：Christian Karl Standhardinger，1989年7月21日—）為德國裔菲律賓籃球運動員，司職大前鋒，父親為德國人而母親則是菲律賓人，前德國國青隊及現役菲律賓國家隊成員，曾效力菲律賓職業籃球聯賽球隊泰拉菲馬。

## 籃球生涯
舒坦德夏定亞生於西德慕尼黑，早於2009年前往美國就讀NCAA一級的內布拉斯加大學林肯分校，其後至三年級轉校到夏威夷大學馬諾阿分校，畢業後回國征戰德國籃球甲級聯賽，在2015年曾入選德甲聯賽明星賽的德國國家隊後備陣容，翌年再在ProA贏得最有價值球員殊榮，不過由於籃球在德國的受關注程度遠遠落後於足球，加上其待遇未符期望，使他於2017年8月以亞援身份加盟衛冕東南亞職業籃球聯賽冠軍香港東方，並簽約6個月征戰ABL，雖然他已與香港東方簽約，但亦已報名參加菲律賓籃球協會選秀，而他宣布參與PBA選秀後，即成為群雄爭奪的目標，因為手握前四選秀籤的四隊中有三隊都有意選擇他，惟他與香港東方有約，無法離隊到菲律賓出席戰力測試，讓各隊可以考核個能力，幸好他透過經理人向PBA解釋並獲諒解，特許他缺席後繼續參與選秀，10月29日，舒坦德夏定亞以熱門姿態，被手握狀元籤的PBA勁旅兼雙料冠軍生力啤酒人選中，成為新秀狀元，但仍與香港東方有合約的他無法趕及出戰PBA季前賽及菲律賓盃，只能在委員長盃開賽後歸隊，而他在回香港前，與生力啤酒人簽署為期三年800萬披索的合約。
而他於2017年11月19日作客祖國球隊菲律賓火焰的首場聯賽，首度為香港東方登場，即貢獻26分和14個籃板的雙雙成績，當中更包括完場前5秒射入穩定勝局的關鍵一球，協助香港東方結果以92–89勝出，直到在2018年4月16日，舒坦德夏定亞在季後賽四強作客不敵菲律賓火焰出局後，完成首個ABL球季並回歸菲律賓加盟生力啤酒人。

## 國家隊生涯
舒坦德夏定亞於2007年代表德國籃球國青隊出戰歐洲青年錦標賽，到2017年6月，被菲律賓籃球協會徵召入菲律賓國家集訓隊出戰瓊斯盃以及亞洲盃，並在8月的亞洲盃首度為菲律賓國家隊上陣，三場的對手分別是中國與伊拉克及韓國國家隊，而他場均得16分及5.7個籃板球命中率達75%，相當亮眼，更於9月協助菲律賓在東南亞運動會奪得冠軍。

## 外部連結
- 基斯頓·史坦赫定加在fiba.basketball（英语）
- 基斯頓·史坦赫定加在archive.fiba.com（archived）（英语）
- 基斯頓·史坦赫定加在fiba3x3.com（英语）
- 基斯頓·史坦赫定加在德國籃球甲級聯賽（德语）
- 基斯頓·史坦赫定加在Sports-Reference.com（NCAA）（英语）
- 基斯頓·史坦赫定加在Eurobasket.com（球員）（英语）
- 基斯頓·史坦赫定加在RealGM（英语）
- 基斯頓·史坦赫定加在Proballers（英语）